# British Independent Film Awards 2015
18. ročník předávání cen British Independent Film Awards se konal dne 5. prosince 2015. Nominace byly oznámeny dne 3. listopadu 2015.

## Vítězové a nominovaní

### Nejlepší film
- Ex Machina
- 45 let
- Amy
- Humr
- Macbeth

### Nejlepší režisér
- Alex Garland - Ex Machina
- Andrew Haigh - 45 let
- Asif Kapadia - Amy
- Yorgos Lanthimos - Humr
- Justin Kurzel - Macbeth

### Nejlepší scénář
- Ex Machina - Alex Garland
- 45 let - Andrew Haigh
- Brooklyn - Nick Hornby
- High Rise - Amy Jump
- Humr - Yorgos Lanthimos a Efthymis Filippou

### Nejlepší herec v hlavní roli
- Tom Hardy - Legendy zločinu
- Tom Courtenay - 45 let
- Colin Farrell - Humr
- Michael Fassbender - Macbeth
- Tom Hiddleston - High Rise

### Nejlepší herečka v hlavní roli
- Saoirse Ronan - Brooklyn
- Marion Cotillard - Macbeth
- Carey Mulligan - Sufražetka
- Charlotte Rampling - 45 let
- Alicia Vikander - Dánská dívka

### Nejlepší herec ve vedlejší roli
- Brendan Gleeson - Sufražetka
- Luke Evans - High Rise
- Domhnall Gleeson - Brooklyn
- Sean Harris - Macbeth
- Ben Whishaw - Humr

### Nejlepší herečka ve vedlejší roli
- Olivia Colmanová - Humr
- Helena Bonham Carter - Sufražetka
- Anne-Marie Duff - Sufražetka
- Sienna Miller - High Rise
- Julie Waltersová - Brooklyn

### Nejlepší dokument
- Dark Horse: The Incredible True Story of Dream Alliance
- Amy
- Změnit svět
- Palio
- Syrská love story

### Nejlepší nezávislý cizojazyčný film
- Room
- Carol
- Vyšší moc
- Holčičí parta
- Saulův syn

### Nejlepší nováček
- Abigail Hardingham - Nina navěky
- Agyness Deyn - Píseň západu slunce
- Mia Goth - Ten, který přežil
- Milo Parker - Mr. Holmes
- Bel Powley - Královská noc

### Objev roku – producent
- Paul Kattis, Andrew De Lotbiniere - Kajaki
- Triston Goligher - 45 let
- James Gay-Rees - Amy
- Ceci Dempsey, Ed Guiney, Yorgos Lanthimos, Lee Magiday - Humr
- David A Hughes, David Moores - Rebelky

### Technické ocenění
- Andrew Whitehurst, vizuální efekty - Ex Machina
- Adam Arkapaw, kamera - Macbeth
- Mark Digby, výprava - Ex Machina
- Chris King, střih - Amy
- Fiona Weir, casting - Brooklyn

### Ocenění Douglase Hickoxa
- Ten, který přežil - Stephen Fingleton
- Hvozd - Corin Hardy
- Kajaki - Paul Katis
- Nina navěky - Chris & Ben Blaine
- Slow West - John Maclean